# 독산로 (서울)
독산로(禿山路)는 서울특별시 금천구 시흥1동 박미삼거리에서 관악구 조원동 신림 현대아파트까지 연결하는 총 연장 4.48 km, 폭 20미터의 왕복 4차선 도로이다. 시흥대로 옆에 있기 때문에 시흥대로의 우회도로 역할을 한다. 이중 조원동을 지나는 구간(KT구로지사~신림동현대아파트)은 조원중앙로(구 전화국길)이지만 함께 기술하였다.

## 연결 도로
박미삼거리에서 시흥대로가 연결되고 구로전화국 사거리에서 남부순환로와 연결되며 남부순환로에서 시작되는 조원중앙로(구 전화국길)은 신사로, 봉천로로 이어진다. 문성로가 이 길에서 끝난다.

## 명칭 변천
초기에 독산로(禿山路)였지만 1984년 경 독산동길로 변경되었다가 2010년 도로명 개편으로 원래 명칭이던 독산로로 다시 변경되었고, 전화국길은 조원중앙로으로 변경되었다.

## 20미터 도로
건설당시부터 20미터의 폭으로 건설되었기 때문에 금천구 주민들은 이 도로를 예부터 "20미터 도로"라고 불렀으며 인근의 시흥대로를 "50미터 도로"라고 불렀다.

## 같이 보기
- 시흥대로
- 남부순환로
- 금천로
- 문성로